# Miletice (Dlažov)
Miletice jsou malá vesnice, část obce Dlažov v okrese Klatovy v Plzeňském kraji. Nachází se asi 1,5 kilometru jižně od Dlažova. Je zde evidováno 38 adres. V roce 2011 zde trvale žilo 68 obyvatel.
Miletice leží v katastrálním území Miletice u Dlažova o rozloze 4,06 km².

## Historie
První písemná zmínka o vesnici pochází z roku 1379.

## Obyvatelstvo
| Rok            | 1869 | 1880 | 1890 | 1900 | 1910 | 1921 | 1930 | 1950 | 1961 | 1970 | 1980 | 1991 | 2001 | 2011 | 2021 |
| -------------- | ---- | ---- | ---- | ---- | ---- | ---- | ---- | ---- | ---- | ---- | ---- | ---- | ---- | ---- | ---- |
| Počet obyvatel | 333  | 341  | 292  | 207  | 227  | 248  | 228  | 149  | 137  | 109  | 87   | 82   | 66   | 68   | 70   |
| Počet domů     | 51   | 51   | 46   | 42   | 43   | 41   | 46   | 42   | 42   | 30   | 30   | 32   | 33   | 35   | 35   |

## Obecní správa
Při sčítání lidu v letech 1850–1959 Miletice byly samostatnou obcí v okrese Domažlice. Od roku 1960 jsou částí obce Dlažov v okrese Klatovy.

## Pamětihodnosti
- Kaple svatého Jana Nepomuckého

## Galerie

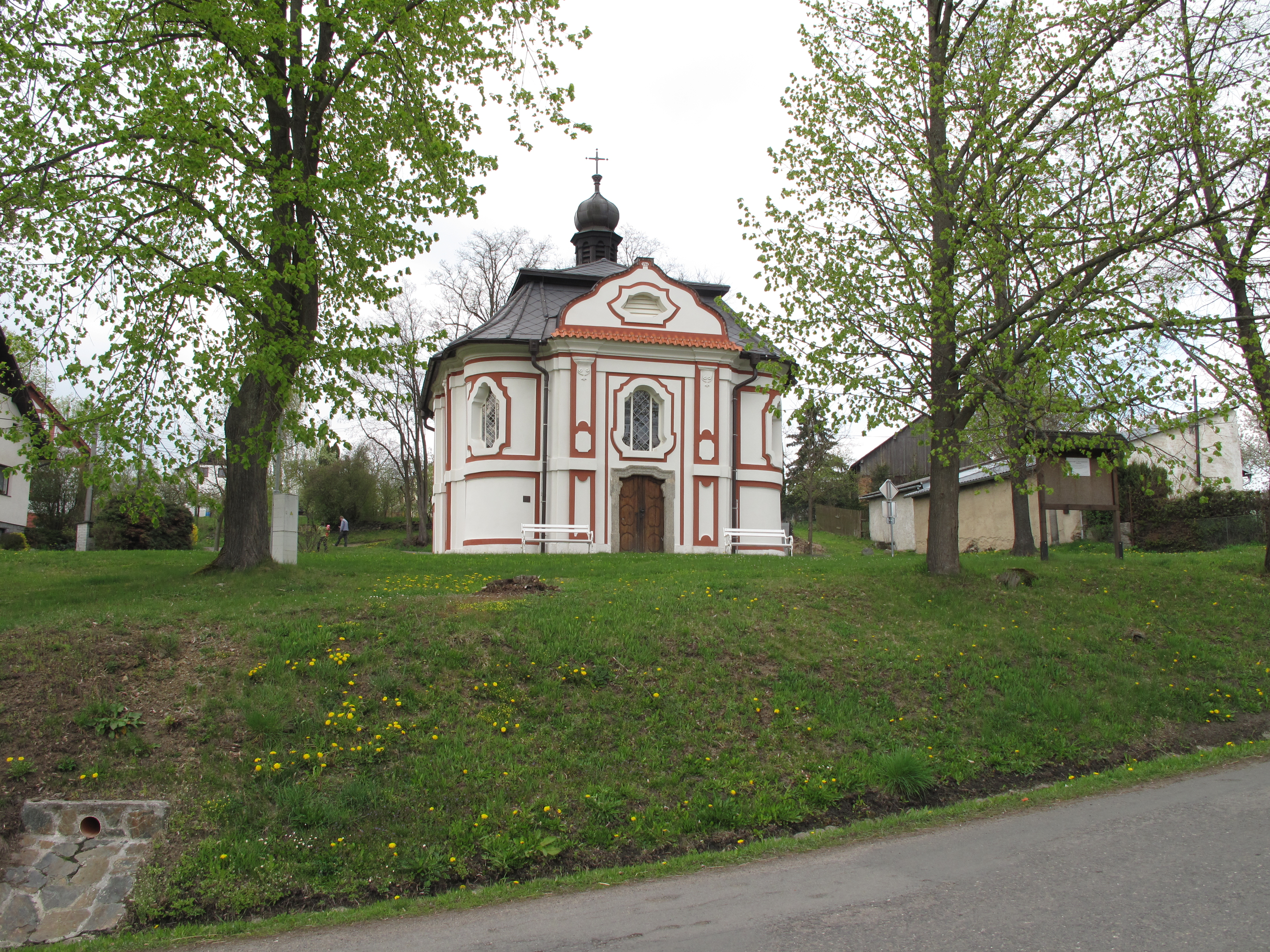
Kaple svatého Jana Nepomuckého
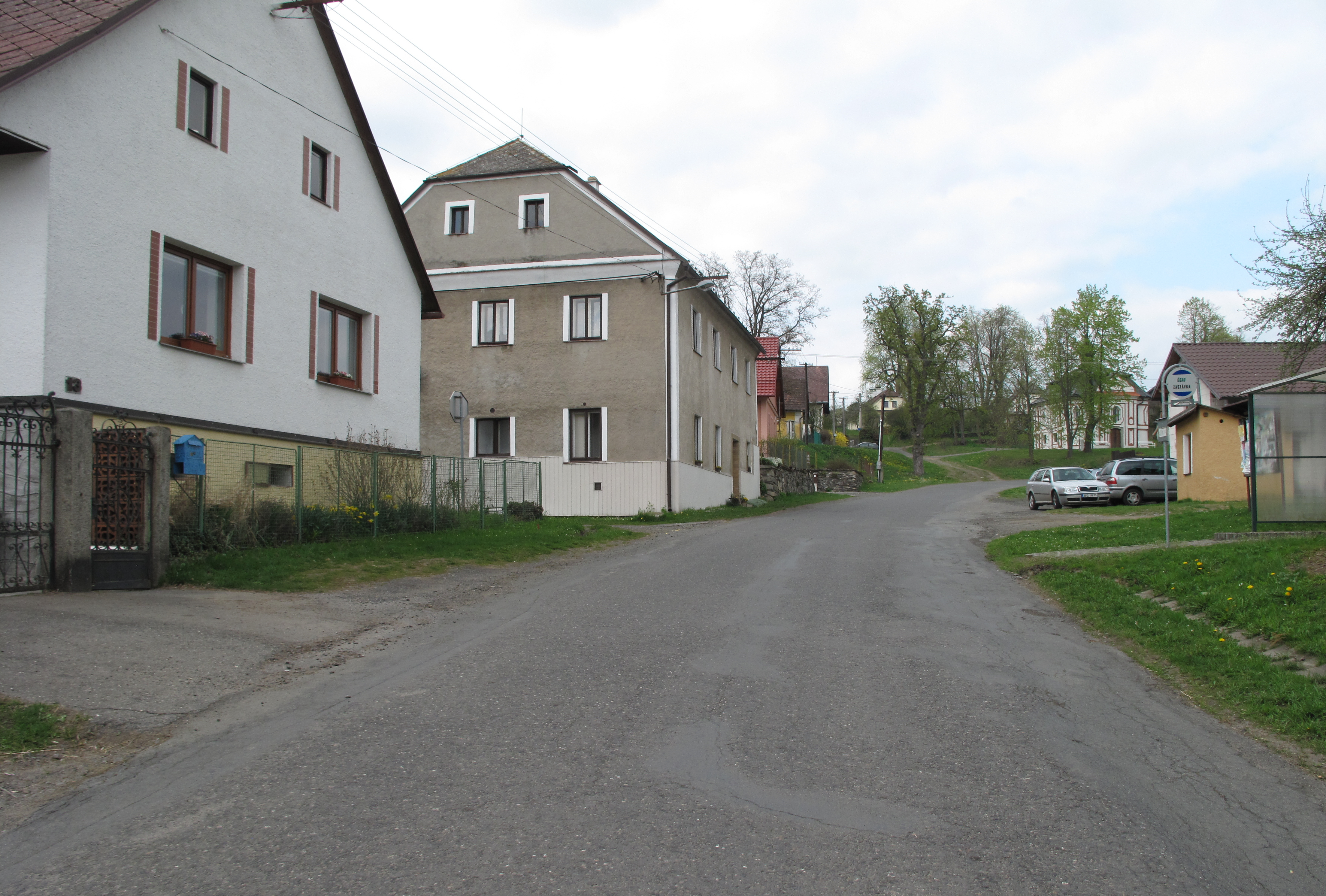
Místní domy
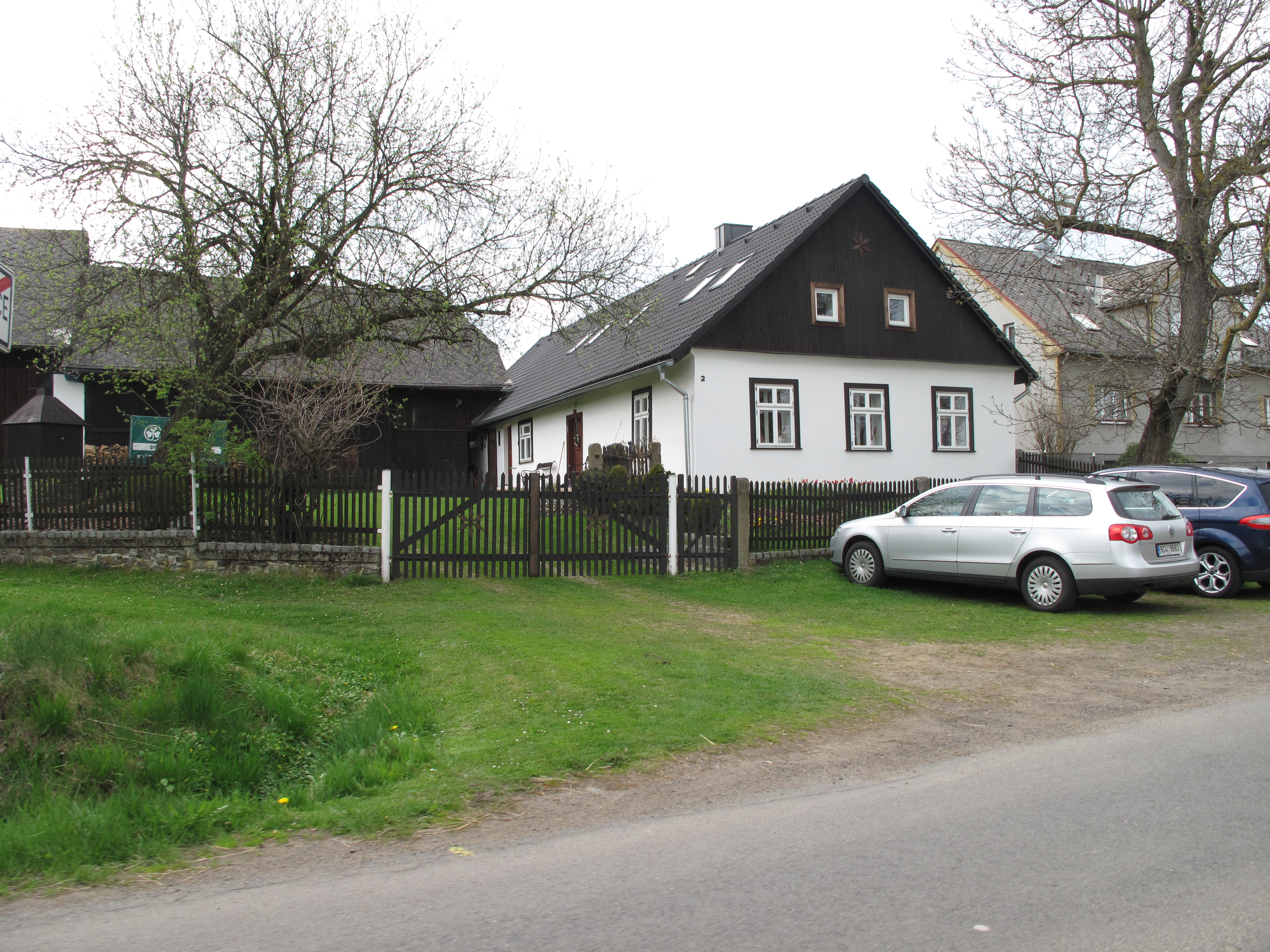
Místní chalupa